# Enterprise bookmarking
Enterprise bookmarking – metoda współpracy członków organizacji wspierająca zarządzanie wiedzą. Metoda ta polega na opisywaniu przez danego użytkownika zasobów informacyjnych przechowywanych w postaci elektronicznej i udostępnianie ich innym członkom organizacji. Stworzone opisy źródeł informacji tworzą zakładki (ang. bookmarks), które mogą być przeglądane i wyszukiwane w oparciu o różne kryteria. Zakładki mogą wskazywać na obiekty informacyjne o różnej formie – artykuły w internecie lub dowolne pliki, do których istnieje dostęp poprzez sieć teleinformatyczną. Źródła informacji w rozwiązaniach enterprise bookmarking mogą być opisywane są za pomocą pojedynczych słów kluczowych, bardziej rozbudowanych meta-informacji oraz opisów tekstowych.

## Social bookmarking a enterprise bookmarking
Aplikacje enterprise bookmarking w odróżnieniu od social bookmarking są przeznaczone dla firm oraz innych organizacji działających na rynku. Wspierać mają z założenia działania zawodowe, rynkowe, a nie prywatne aktywności użytkowników. Ma to swoje istotne konsekwencje. Aplikacje enterprise bookmarking powinny zapewniać odpowiedni poziom bezpieczeństwa, z możliwością instalacji w ramach prywatnych sieci teleinformatycznych (za firmową zaporą sieciową). Ponadto, aplikacje tego typu powinny również zapewniać możliwości integracji z bazami danych i systemami zarządzania informacją, które są już zazwyczaj elementem danej kultury organizacyjnej. Jest to ważne, bowiem umożliwia tworzenie zakładek nie tylko z zewnętrznych źródeł informacji w internecie, ale również z obiektów informacyjnych wytworzonych lub pozyskanych przez daną organizację, do których użytkownicy spoza organizacji zwykle nie powinni mieć dostępu.

## Zarządzanie znacznikami
W pierwszych aplikacjach enterprise bookmarking znacznik (tag) był stosowany przez użytkowników jako pozbawione wszelkiej hierarchii słowo kluczowe, przypisywne zazwyczaj konkretnej stronie internetowej. W następnej kolejności znaczniki organizowane były w foldery. Nowsze aplikacje typu enterprise bookmarking rozszerzają funkcjonalności opisu danego obiektu informacyjnego. Pozwala to na zdefiniowanie kontekstu, w którym dany użytkownik, dana grupa użytkowników lub dana organizacja może użyć opisywanego obiektu informacyjnego. Słowa kluczowe, znaczniki, którymi opisywana jest informacja mogą tworzyć taksonomie, specyficzne dla danej organizacji, dla danego wdrożenia. Źródła informacji nie muszą być opisywane jedynie za pomocą znaczników. Wiele aplikacji pozwala dodatkowo na opisywanie źródeł informacji przy pomocy swobodnego tekstu oraz na komentowanie źródeł przez innych użytkowników. Opisywane informacje mogą być również bezpośrednio powiązane ze sobą (nie tylko poprzez użycie tego samego znacznika).